# Рамберто II Малатеста ди Соляно
Вижте пояснителната страница за други личности с името Рамберто Малатеста.
Рамберто II Малатеста ди Соляно (на италиански: Ramberto II Malatesta di Sogliano; † 1379) от кадетския клон Малатеста от Соляно на рода Малатеста, е суверенен граф на Соляно (заедно с брат си Малатеста II) и владетел на Пенабили, Верукио, Ронкофредо, Поджо дей Берни, Чиола дей Малатести, Монтеджели, Ронтаняно, Савиняно ди Риго, Пиетра дел'Узо, Монтебело, Монтепетра, Стригара, Сан Мартино ин Конверсето, Монтекодруцо и Раджано през 1358 г.

## Произход
Той е син на Джовани II Малатеста ди Соляно († 1358), граф на Соляно и господар на Пенабили, Верукио, Ронкофредо, Поджо дей Берни, Чола дей Малатести, Монтеджели, Ронтаняно, Савиняно ди Риго, Пиетра дел'Узо, Монтебело, Монтепетра и Стригара около 1352 г. Има един брат Малатеста II († пр. 1389), граф на Соляно с него, съпруг на Аниезина ди Бусколо от сем. Фаитани от Римини.